# Zeria nigrescens
Zeria nigrescens är en spindeldjursart som först beskrevs av Pocock 1895.  Zeria nigrescens ingår i släktet Zeria och familjen Solpugidae. Inga underarter finns listade i Catalogue of Life.